# یواس‌اس سامیکو (ای‌او-۴۹)
یواس‌اس سامیکو (ای‌او-۴۹) (به انگلیسی: USS Suamico (AO-49)) یک کشتی بود که طول آن ۵۲۳ فوت ۶ اینچ (۱۵۹٫۵۶ متر) بود. این کشتی در سال ۱۹۴۲ ساخته شد.